# Dwight Schultz
William Dwight Schultz (Baltimore, 24 de novembre de 1947) és un actor de cinema, televisió, teatre i de doblatge estatunidenc.
Es va fer popular gràcies al paper de capità H. M. Murdock de la sèrie de televisió The A-Team i, en menor mesura, com Reginald Barclay en algunes pel·lícules de la sèrie Star Trek.